# Stöttwang
Stöttwang – miejscowość i gmina w południowych Niemczech, w kraju związkowym Bawaria, w rejencji Szwabia, w regionie Allgäu, w powiecie Ostallgäu, wchodzi w skład wspólnoty administracyjnej Westendorf. Leży w Allgäu, około 15 km na północny wschód od Marktoberdorfu, nad rzeką Gennach.

## Demografia
| Rok  | Liczba mieszk. |
| ---- | -------------- |
| 1970 | 995            |
| 1987 | 1 350          |
| 2000 | 1 761          |

## Polityka
Wójtem gminy jest Richard Ficker, rada gminy liczy 12 osób.
|      | Freie Wählervereinigung | Razem |
| 2008 | 12                      | 12    |
| 2002 | 12                      | 12    |

## Oświata
W gminie znajduje się przedszkole, szkoła podstawowa i I część Hauptschule.